# Garderingar
Garderingar är en bok av Jan Myrdal från 1969. Boken innehåller hörspel som skrevs för Radioteatern och sändes 1968. Garderingar är en (icke‑religiös) moralitet, en variant av Spelet om Envar. Den iscensattes som scenpjäs 2004 av Richard Turpin.